# Xã West Marlborough, Quận Chester, Pennsylvania
Xã West Marlborough (tiếng Anh: West Marlborough Township) là một xã thuộc quận Chester, tiểu bang Pennsylvania, Hoa Kỳ. Năm 2010, dân số của xã này là 814 người.